# Привид опери (фільм, 1925)
«Привид опери» (англ. The Phantom of the Opera, 1925) — німий фільм жахів, знятий за однойменним романом Ґастона Леру. Стрічка знаходиться в суспільному надбанні в США та внесена до Національного реєстру фільмів.

## Зміст

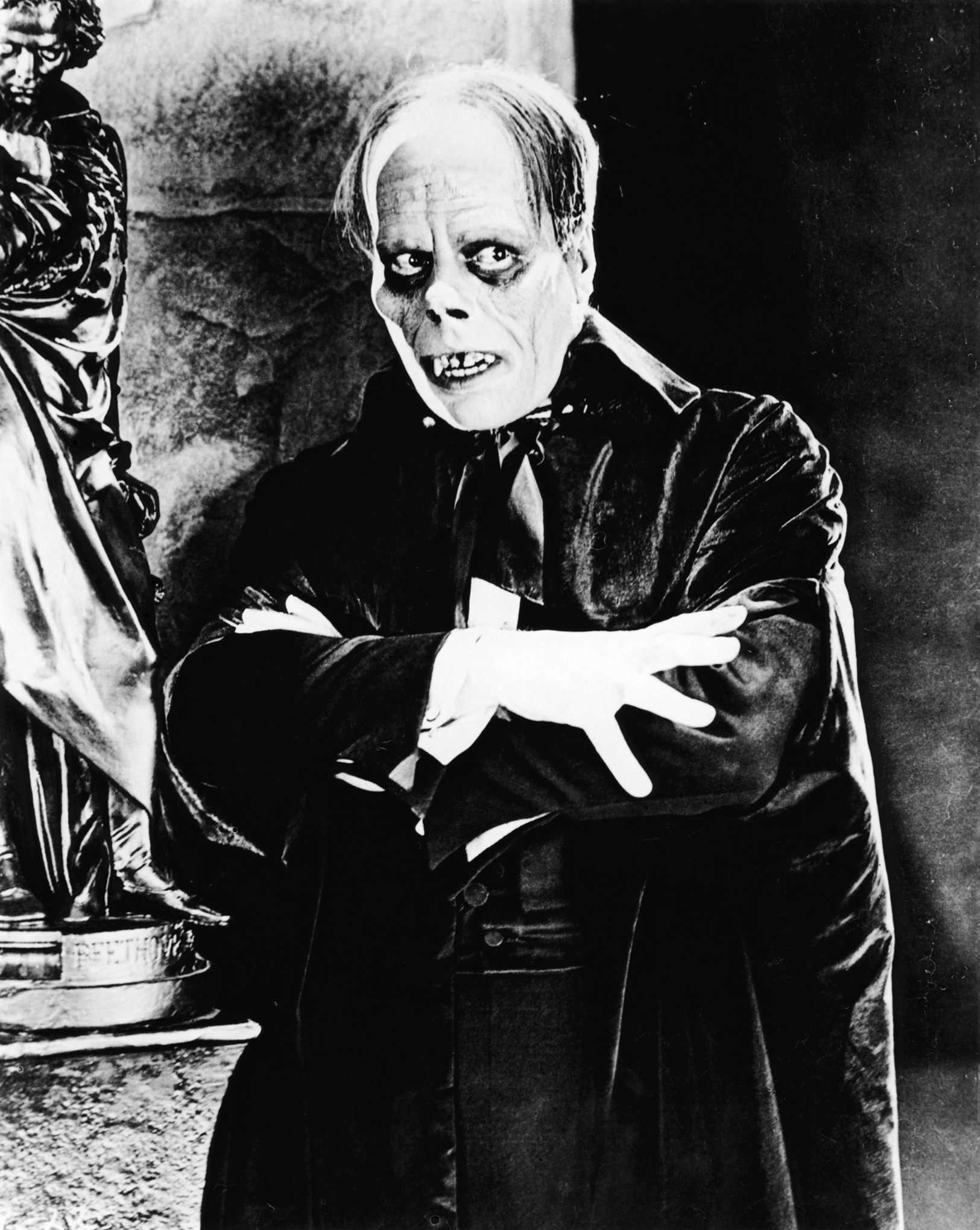
Лон Чейні в ролі Еріка

Жах витає над будівлею паризької Опери. Місцевий освітлювач знайдений мертвим; величезна люстра падає прямо на вщерть наповнений зал для глядачів; з незрозумілих причин змінюється дирекція театру. Під час гала-прем'єри однієї з опер місцева примадонна втрачає голос. Невідома співачка Крістіна (Мері Філбін) замінює примадонну і демонструє свій чудовий талант. Віконт Рауль де Шаньї (Норман Керрі) закохується в Крістіну, але отримує відмову: дівчина хоче присвятити себе кар'єрі співачки. Її переслідує таємничий голос, який, здається, долинає з-за стіни, до якої присунуто її шафу. «Привид музики» закликає Крістіну зустрітися в його «підземеллі».
Під час балу-маскараду Привид з'являється в масці «Червоної смерті» (цей епізод був знятий в кольорі!). Крістіна та Рауль усамітнюються, вважаючи, що їх ніхто не бачить, але їх все ж підслуховує Привид. Незабаром Крістіна зникає. Привид повів її у своє підземелля. Дирекція не знає, що робити. До того ж з листів із погрозами адміністрація дізнається, що Привид Опери (так підписуються листи) хоче привласнити собі всю Оперу, включаючи всі кімнати, коридори й закутки.
У своєму «полоні» Крістіна починає відчувати до Привида співчуття. Вони знайомляться. Коли Ерік (саме так звуть Привида) грає п'єсу на органі, Крістіна зриває з нього маску, під якою вона бачить жахливе обличчя. Її переляк має катастрофічні наслідки: Ерік змушує її розділити з ним долю, а саме, назавжди залишитися в підземеллі.
Рауль і поліцейський (Перс), які шукають Крістіну, спускаються в підземелля й потрапляють у пастку Еріка, але наближається натовп, що змушує Привида тікати. Рауль, поліцейський і Крістіна врятовані.

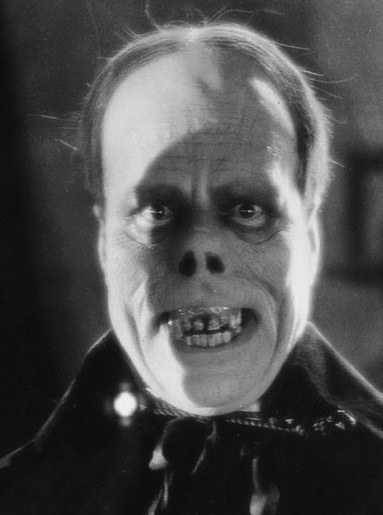
Ерік без маски

Ерік тікає вулицями Парижа, але шлях йому перегороджує натовп. Ерік підіймає вгору руку. Люди в натовпі не знають, що у нього в кулаці і відсахуються. З жестом, повним глузування, він розтискає порожній кулак і страшенно посміхається. Його вбивають.

## Ролі
| Актор              | Роль                   |
| ------------------ | ---------------------- |
| Лон Чейні          | Ерік, Привид           |
| Мері Філбін        | Крістіна               |
| Норман Керрі       | Рауль, віконт де Шаньї |
| Артур Едмунд Керью | Леду                   |
| Гібсон Гоуленд     | Симон Бюке             |

## Цікаві факти
- Карл Леммле купив право на екранізацію особисто у Ґастона Леру після їх особистого знайомства в 1922 році.
- У загальній складності фільм перезнімали двічі — оригінальна версія знята Рупертом Джуліаном була забракована через постійні розбіжності зі знімальною групою і самим Чейні. Друга версія фільму була знята Едвардом Седжвіком і була перероблена в більш мелодраматичному і навіть комедійному ключі (була розширена лінія боягузливого монтажера сцени якого грав Честер Конклін і служниця Христини у виконанні Воли Вайл). Однак після того, як її освистала публіка на тестовому перегляді, цю версію так само забракували. Існуючу версію фільму було дознято і змонтовано Морісом Піваром і Луїсом Вебером, які не зазначені в титрах — вони видалили й переробили більшу частину матеріалу відзнятого Джуліаном і Седжвіком, проте знята Седжвіком кінцівка залишилася.
- Лон Чейні сам придумав свій грим і тримав його в таємниці до самого початку зйомок. Мері Філбін, що грала Крістіну, вперше побачила його в той момент, коли зняла маску — її крик переляку у фільмі був ненаграним. Другого дубля вже не знадобилося. Таємницю цього гриму Чейні забрав із собою в могилу, хоча багато фахівців — гримери (включаючи також і його сина) намагалися відновити цей спецефект за допомогою карасиків, целулоїдних тампонів, відтягування повіка спеціальними краплями й зубних протезів, але безрезультатно. Багато в чому ці невдачі були зумовлені неможливістю повторити природну гострохарактерну зовнішність і форму голови самого актора, імітація яких виглядала швидше комічно, ніж лякаюче. Так, в біографічному фільмі «Людина з тисячею облич» Джеймсу Кегні (виконував роль Лона Чейні), для зйомок епізоду про «Привид Опери», після декількох невдалих спроб повторити оригінал попросту наліпили маску поверх його власного обличчя, та так сильно, що він ледь міг говорити. Крім того, Чейні в прямому сенсі йшов заради мистецтва на жертви, проявляючи неабияку витримку, часто використовуючи для досягнення ефекту дуже болючої гри, який після прийняття профспілкових законів у 1930-х ні кінематографісти, ні самі актори просто не наважувалися використовувати. У фільмі «Лондон після півночі» Чейні використовував для свого гіпнотизера два зубних протези — дерев'яний і зроблений зі справжніх акулячих зубів. Однак носити його довше 10-15 хвилин було неможливо, тому що зводило щелепу. У фільмі Вільяма Кастла «Містер Сардонікус» (1961) неможливість носити зубний протез довше 10 хвилин також змусила наклеїти акторові Гаю Рольфс жахливий вискал поверх його власного рота.
- У 1929 році фільм був повністю перезнятий (саме перезнятий, фактично зроблений заново) в тих же декораціях і з тими ж акторами. Були озвучені деякі діалоги, пофарбовані деякі сцени. Фільми 1925 і 1929 років дуже схожі, але не ідентичні. Зокрема, сцена зняття маски — у фільмі 1925-го Ерік лише спотворюється в жаху від того, що його викрили, а у звуковій версії він кричить, широко вискаливши рот.
- Як стверджувалося в публікаціях, що з'явилися під час виходу фільму, у фільмі 1929 присутнє 17 хвилин кольорової зйомки. Сцени постановки «Фауста» і балу-маскараду були виконані з використанням ранньої двоколірної версії Technicolor. До нашого часу дійшла тільки остання. Загубленими виявилися зйомки в технології Prizmacolor і ті кадри, де плащ Привида і дах Опери були пофарбовані в червоний колір з використанням ручної колоризації. Ці кадри були відновлені лише в 1996 році за допомогою комп'ютерних технологій. У фільмі також широко використовувалося тонування в різні кольори (жовтий, синій, зелений, червоний).
- Одного разу під час зйомок Руперту Джуліану настільки стало страшно від гри Чейні, що він мимоволі зойкнув і перервав сцену.
- Знаковий кадр з обличчям Еріка використаний як одній з фотографій злочинців у фотокартотеці Шерлока Холмса у фільмі Ігоря Масленнікова «Шерлок Холмс і доктор Ватсон»

## Знімальна група
- Режисер — Руперт Джуліан, Едвард Седжвік, Лон Чейні
- Сценарист — Реймонд Шрок, Едвард Клосон
- Продюсер — Карл Леммле
- Композитор — Рой Бадд, Карл Девіс, Філіп Спрінгер